# Plagiolepis pygmaea
Plagiolepis pygmaea (лат.) — вид муравьёв рода Plagiolepis из подсемейства формицины (Formicinae).

## Распространение
Европа, Северная Африка, Кавказ, Турция, Иран, Саудовская Аравия.

## Описание
Мелкие муравьи коричневого цвета, длина около 2 мм. Усики 11-члениковые.
Социальный паразит в гнёздах других муравьёв. Впервые описан в 1798 году французским энтомологом Пьером Латрейлем под первоначальным названием Formica pygmaea Latreille, 1798.
Plagiolepis pygmaea служат хозяевами для эктопаразитических грибков Myrmicinosporidium durum (Лабульбениомицеты, Ascomycota); (Espadaler & Santamaria, 2012).

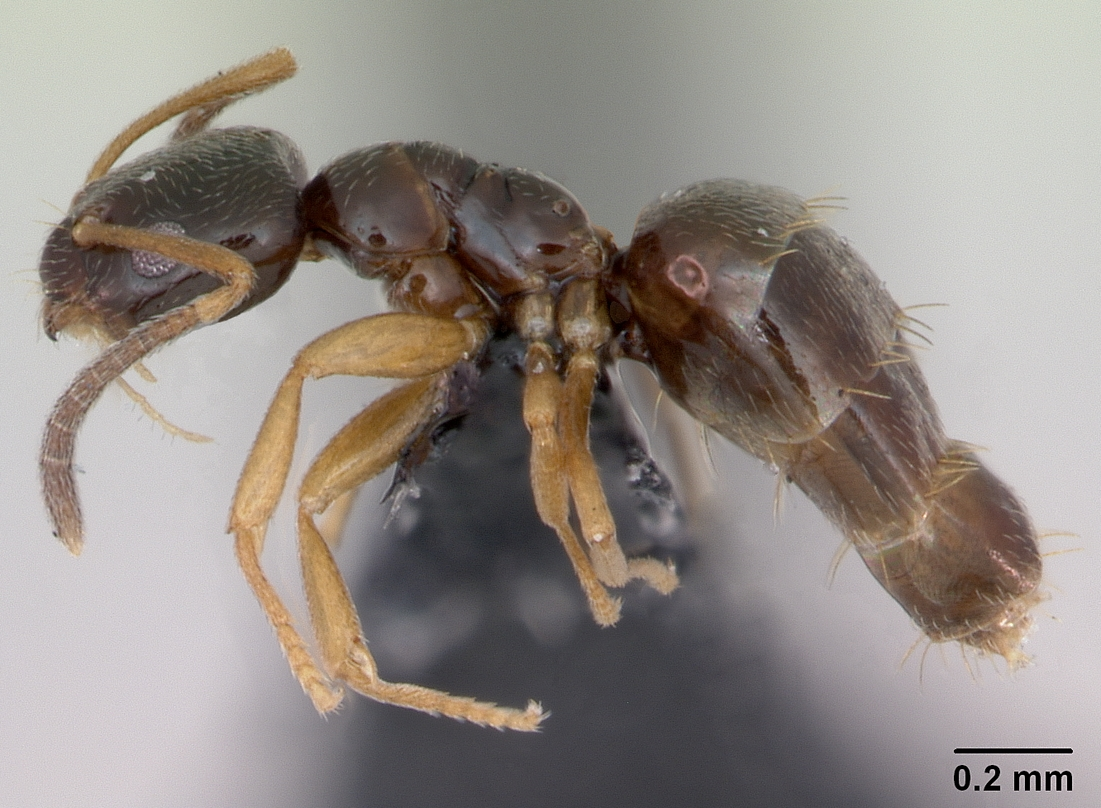
Рабочий
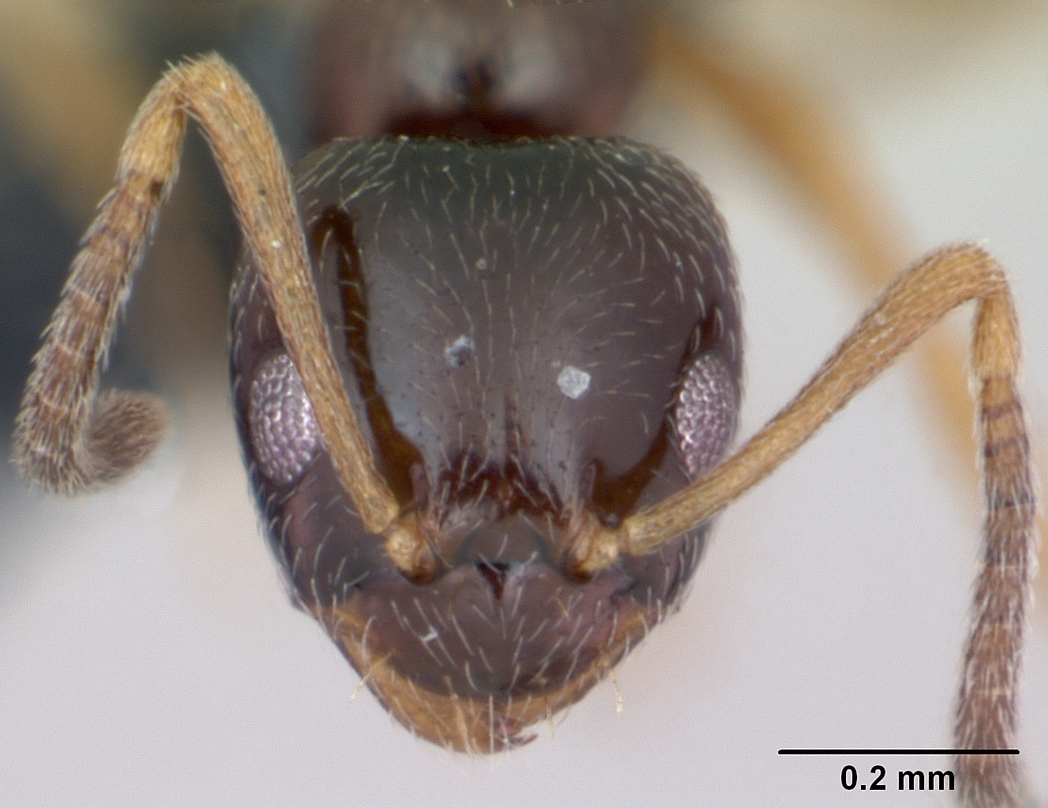
Рабочий
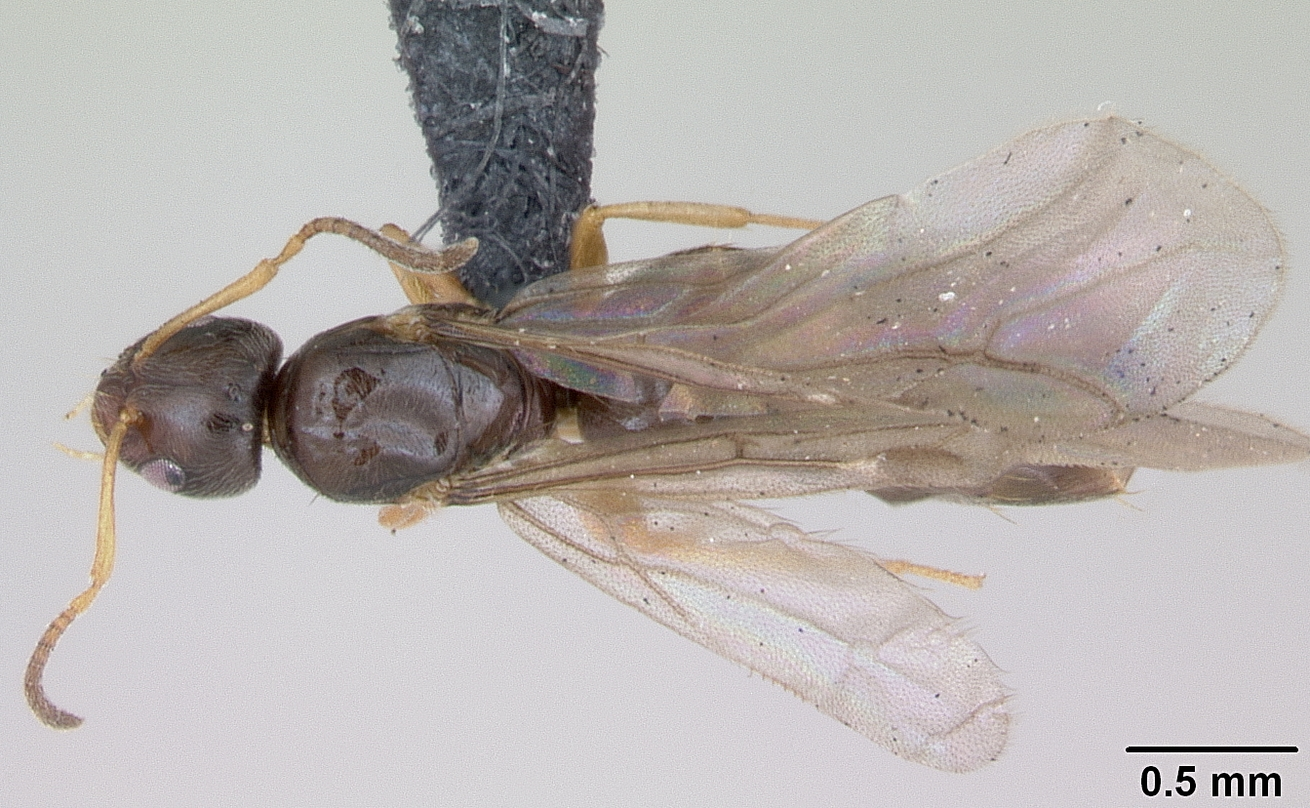
Самка
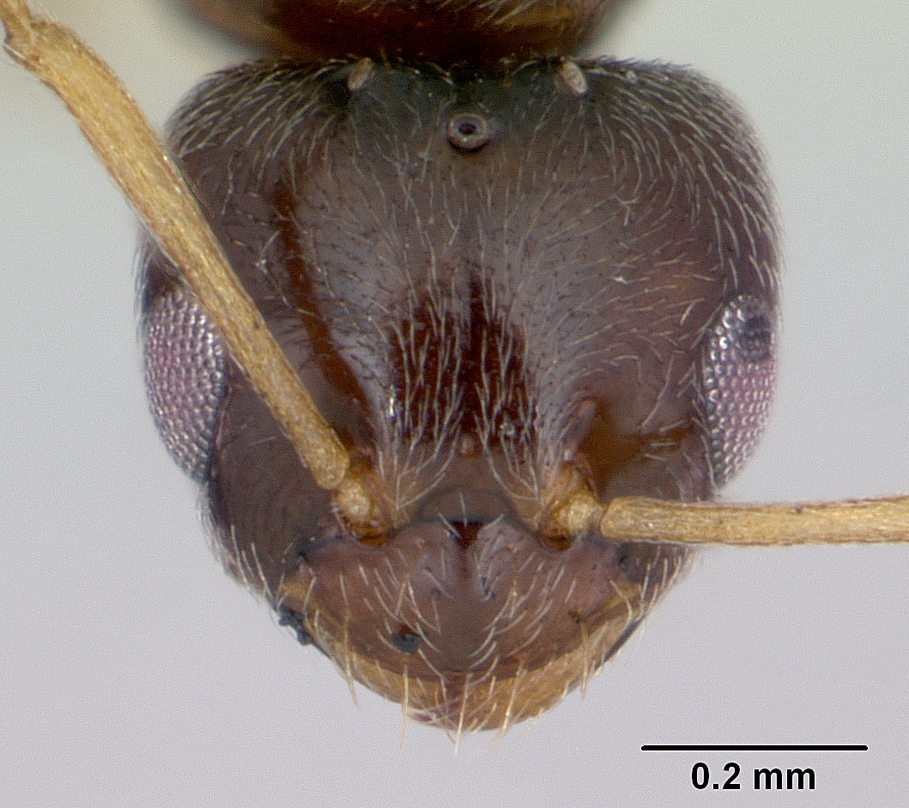
Самка
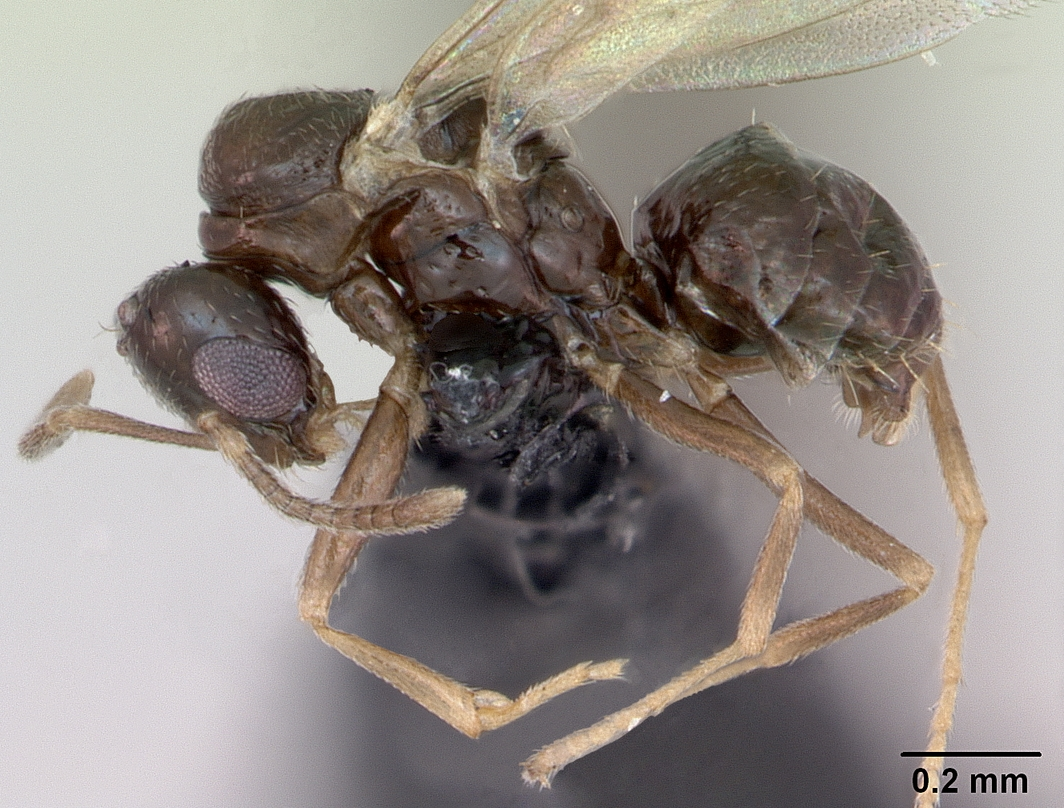
Самец

## Подвиды
- Plagiolepis pygmaea bulawayensis Arnold, 1922
- Plagiolepis pygmaea mima Arnold, 1922
- Plagiolepis pygmaea minu Forel, 1911